# Coenagrion ecornutum
Coenagrion ecornutum – gatunek ważki z rodziny łątkowatych (Coenagrionidae).
Gatunek ten opisał po raz pierwszy w 1872 roku Edmond de Sélys Longchamps pod nazwą Agrion ecornutum. Opisu dokonał na podstawie okazu znad Amuru. W rodzaju Coenagrion umieścił go w 1890 roku William Kirby, podając jednak błędny epitet gatunkowy exornatum.
Samce mają wąskie, przecinkowate plamy zaoczne na głowie. Ich przysadki odwłokowe są dłuższe niż połowa długości paraproktów, pozbawione zębów nasadowych, rozdzielone na dwie gałęzie, z których górna wyposażona jest w przysadziste zęby wierzchołkowe. Ligula genitalna (prącie wtórne) ma tarczowaty segment wierzchołkowy, zaopatrzony w wiciowate, poskręcane płaty szczytowe.
Ważka ta rozwija się w wodach stojących i płynących.
Owad ten zamieszkuje wschodnią i środkową część krainy palearktycznej. Znany jest z Uralu Południowego, północnego Kazachstanu, Syberii, Dalekiego Wschodu Rosji, Wysp Kurylskich, północnej Mongolii, północnych Chin (Hebei, Mongolii Wewnętrznej i Heilongjiangu) oraz północnej Japonii (Hokkaido). Doniesienia z Korei Południowej podawane są w wątpliwość. Do Czerwonej księgi gatunków zagrożonych IUCN wpisany jest jako gatunek najmniejszej troski (LC). Jego populacja jest mocno pofragmentowana, ale jej trend jest stabilny, a populacja południowouralska znajduje się w ekspansji.